# Cabeças encolhidas

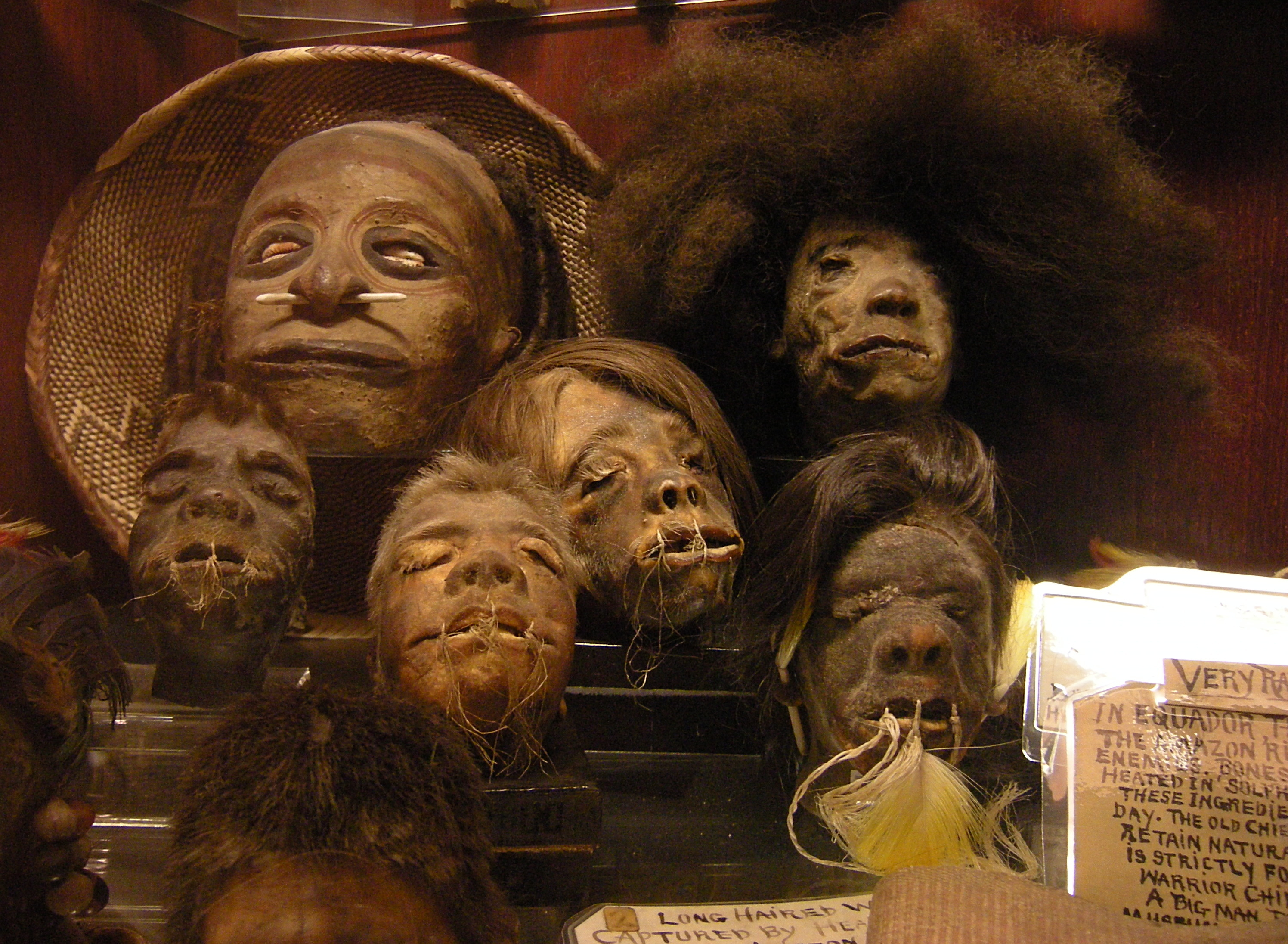
Cabeças encolhidas na coleção permanente da Ye Olde Curiosity Shop, Seattle

Uma cabeça encolhida ou tsantsa é uma cabeça humana decepada e especialmente preparada, muitas vezes diminuída para menor que o tamanho normal, que é usada para troféus, rituais, comércio ou outros fins.
Acredita-se que a caça à cabeça tenha ocorrido em muitas regiões do mundo desde tempos imemoriais, mas a prática do encolhimento da cabeça per se só foi documentada na região noroeste da floresta amazônica. Os povos jivaroanos, que incluem as tribos Shuar, Achuar, Huambisa e Aguaruna do Equador e do Peru, são conhecidos por manterem cabeças humanas encolhidas.
Os shuaras chamam cabeças encolhidas de tsantsa, também transliterada como tzantza . Muitos líderes de tribos exibiam suas cabeças para assustar os inimigos.
Cabeças encolhidas são conhecidas por seu prognatismo mandibular, distorção facial e encolhimento das laterais da testa; estes são produtos do processo de encolhimento. Entre os Shuaras e Achuaras, a redução das cabeças era seguida por uma série de festas centradas em rituais importantes.

## Técnica
O processo de criação de uma cabeça encolhida, entre os shuaras, começava com a remoção do crânio do pescoço. Uma incisão é feita na parte de trás da orelha e toda a pele e carne são removidas do crânio. Sementes vermelhas são colocadas sob as narinas e os lábios são costurados. A boca é mantida unida por três alfinetes de palma. A gordura da carne da cabeça é removida. Em seguida, uma bola de madeira é inserida para manter a forma. A polpa é então fervida em água saturada com diversas ervas contendo taninos . A cabeça é então seca com pedras quentes e areia enquanto a molda para manter suas características humanas. A pele é então esfregada com cinza de carvão. Contas decorativas podem ser adicionadas à cabeça.
Na tradição de encolher a cabeça, acredita-se que cobrir a pele com cinzas evita que o muisak, ou alma vingadora, vaze.

## Significado

### Para os shuaras

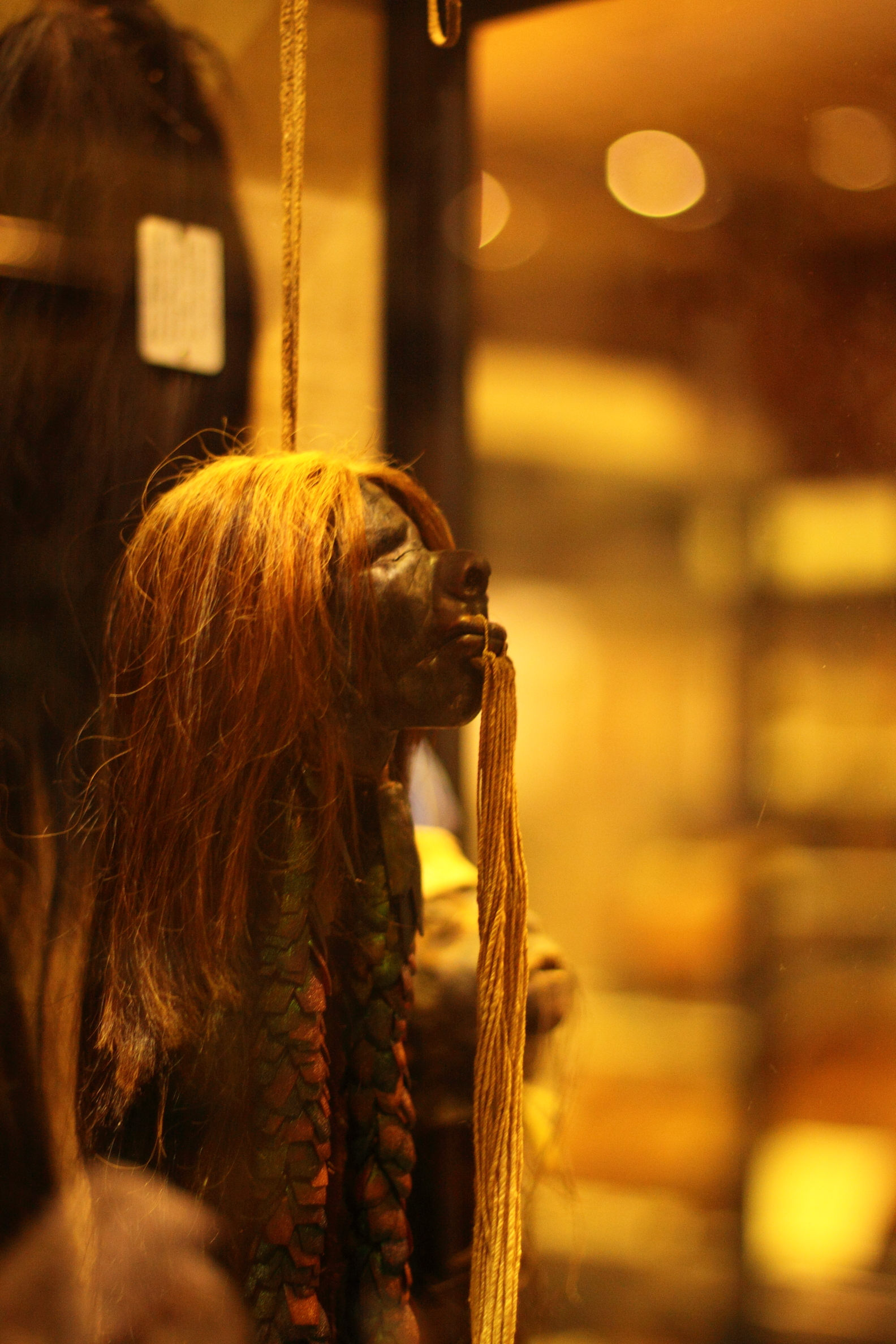
Cabeça encolhida do povo Shuar, em exposição no Pitt Rivers Museum, em Oxford.

A prática de preparar cabeças encolhidas tinha originalmente um significado religioso; A crença era de que que encolher a cabeça de um inimigo controlava o seu espírito e o obrigava a servir o encolhedor. Além de impedir a alma de vingar sua morte.
Os shuaras acreditavam na existência de três espíritos fundamentais:
- Wakani – inato aos humanos, sobrevivendo assim à morte.
- Arutam – literalmente “visão” ou “poder”, protege os humanos de uma morte violenta.
- Muisak - espírito vingativo, que surge quando uma pessoa portadora de um espírito Arutam é assassinada.

Para impedir que um espírito Muisak usasse seus poderes, eles cortavam as cabeças de seus inimigos e as encolhiam. O processo também servia como forma de alertar seus inimigos. Apesar desses cuidados, o dono do troféu não o guardava por muito tempo. Muitas cabeças foram posteriormente utilizadas em cerimônias religiosas e festas que celebravam as vitórias da tribo. Os relatos variam quanto ao fato de as cabeças terem sido descartadas ou armazenadas.

### Para os mundurucus

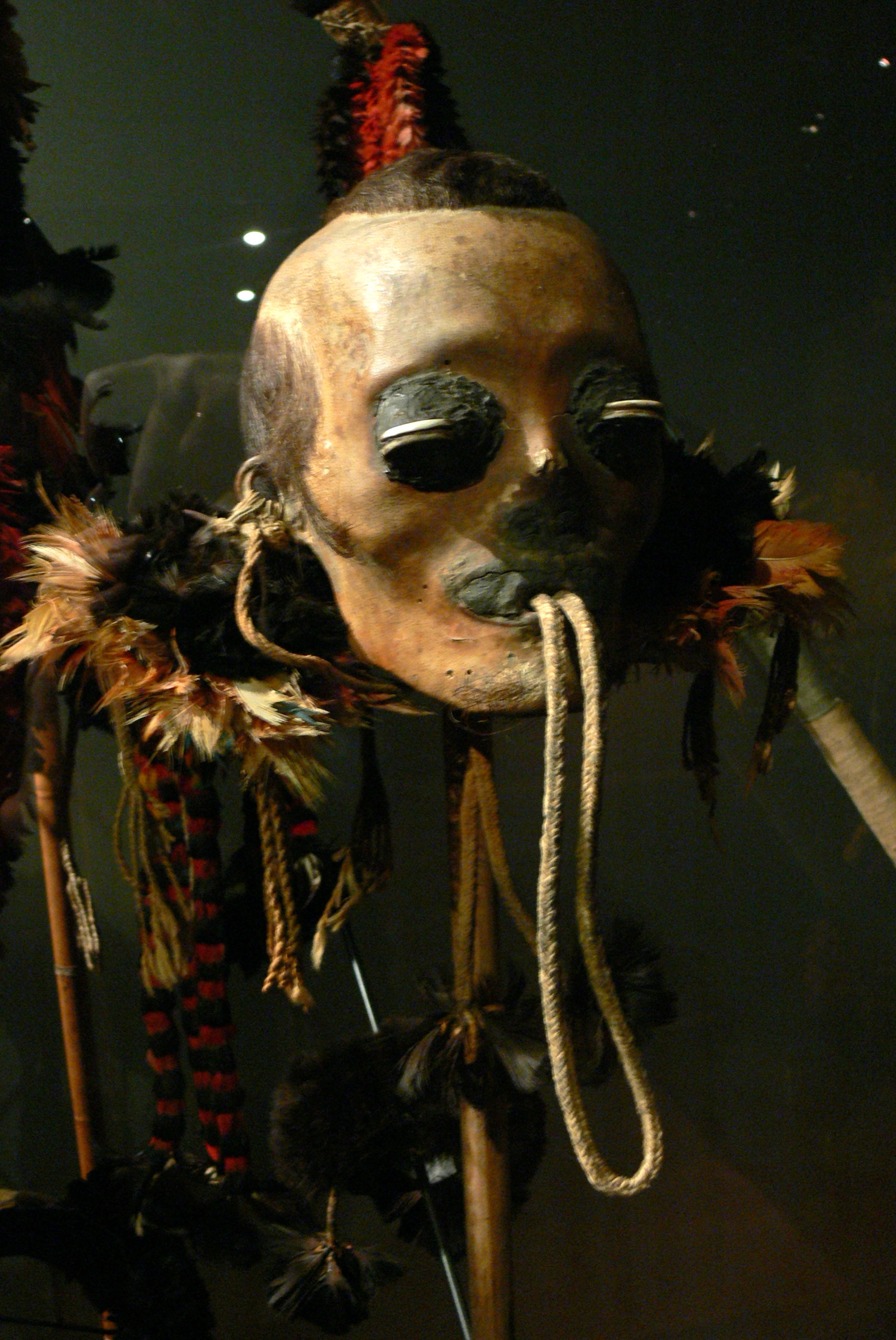
Cabeça-troféu mundurucu no Museu de Etnologia de Viena

Os Mundurucus, povo indígena brasileiro, tradicionalmente foram um povo guerreiro, e várias das suas expressões culturais estão relacionadas à guerra.  Historicamente a guerra teve grande importância  para obtenção de troféus, especialmente as cabeças de inimigos, que eram embalsamadas e consideradas mágicas, dotadas do poder de apaziguar a Mãe da Caça e atrair boa caça, e simbolizavam toda uma complexa economia política do povo. O preparo das cabeças era realizado em um longo e elaborado ritual. O guerreiro que conseguisse cabeças era muito prestigiado, mas precisava passar por um ritual que durava três anos e se assemelhava em sua natureza ao ritual do puerpério. Ao final, adquiria o status de Mãe do Pecari e era autorizado a ingressar no conselho de anciãos.

### Na Alemanha Nazista

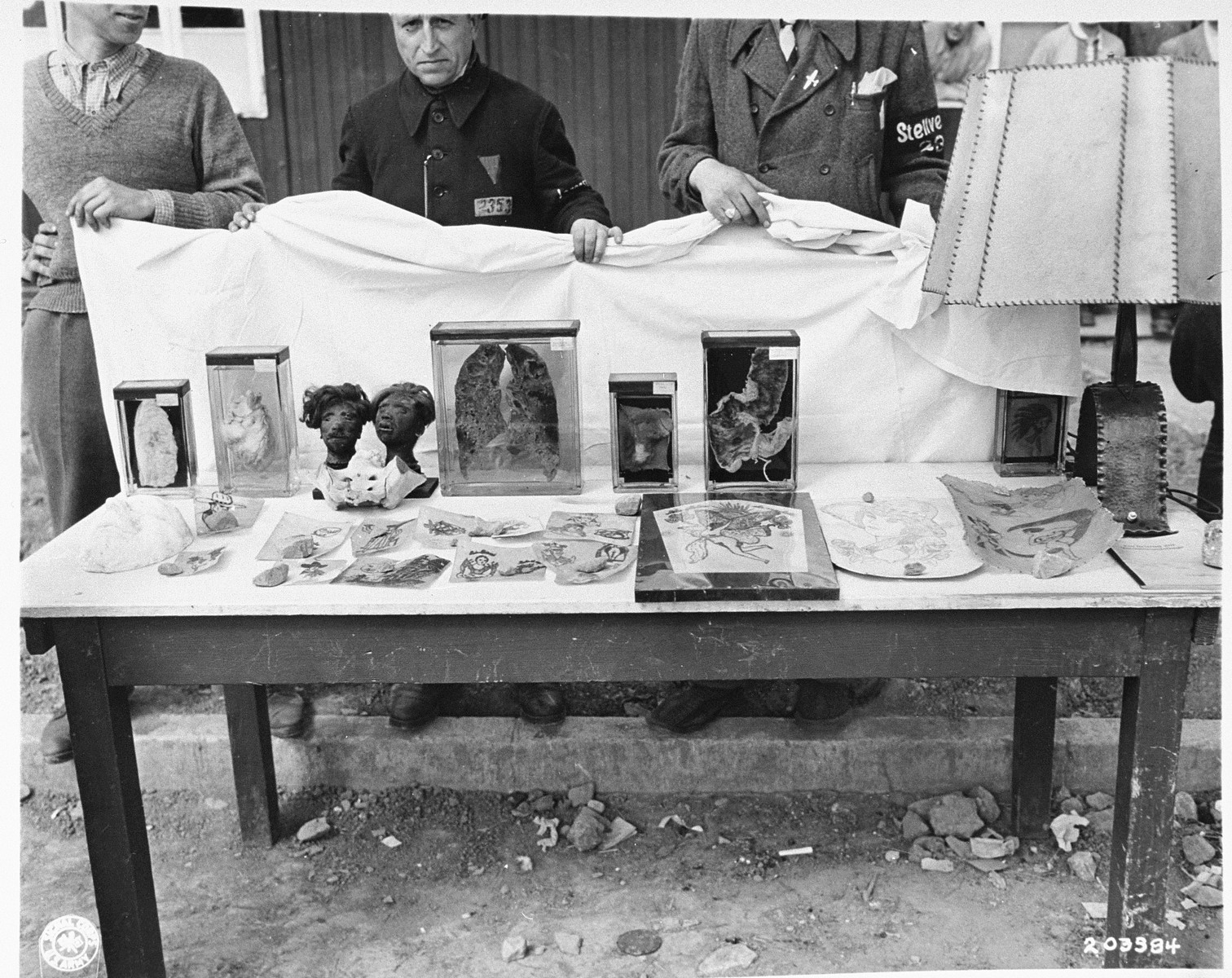
Objetos produzidos a partir de pele e outros órgãos humanos recuperados de um laboratório da Schutzstaffel (SS). Entre eles duas cabeças encolhidas

Josef Ackermann, ex-prisioneiro e sobrevivente do campo de concentração de Dachau, em depoimento no processo contra os médicos, afirmou que cabeças encolhidas eram produzidas no campo:
| “ | Mais tarde, também foram preparadas as chamadas cabeças encolhidas, da mesma forma que eram preparadas pelos sacerdotes entre os povos primitivos da América do Sul. A cabeça foi separada do tronco, aberta por uma fenda nas costas e todas as partes moles retiradas, para que pudesse ser preenchida com areia quente até que a cabeça ficasse do tamanho de uma maçã grande. Estas cabeças completamente mumificadas foram colocadas em pedestais de madeira e usadas como exibições sensacionais para a SS. | ” |
|   | — Depoimento de Josef Ackermann. |   |

Afirma ainda que eram utilizadas, junto a outros objetos feitos a partir de pessoas, em exibições frequentadas por oficiais nazistas condecorados e excursões escolares.

## Troca

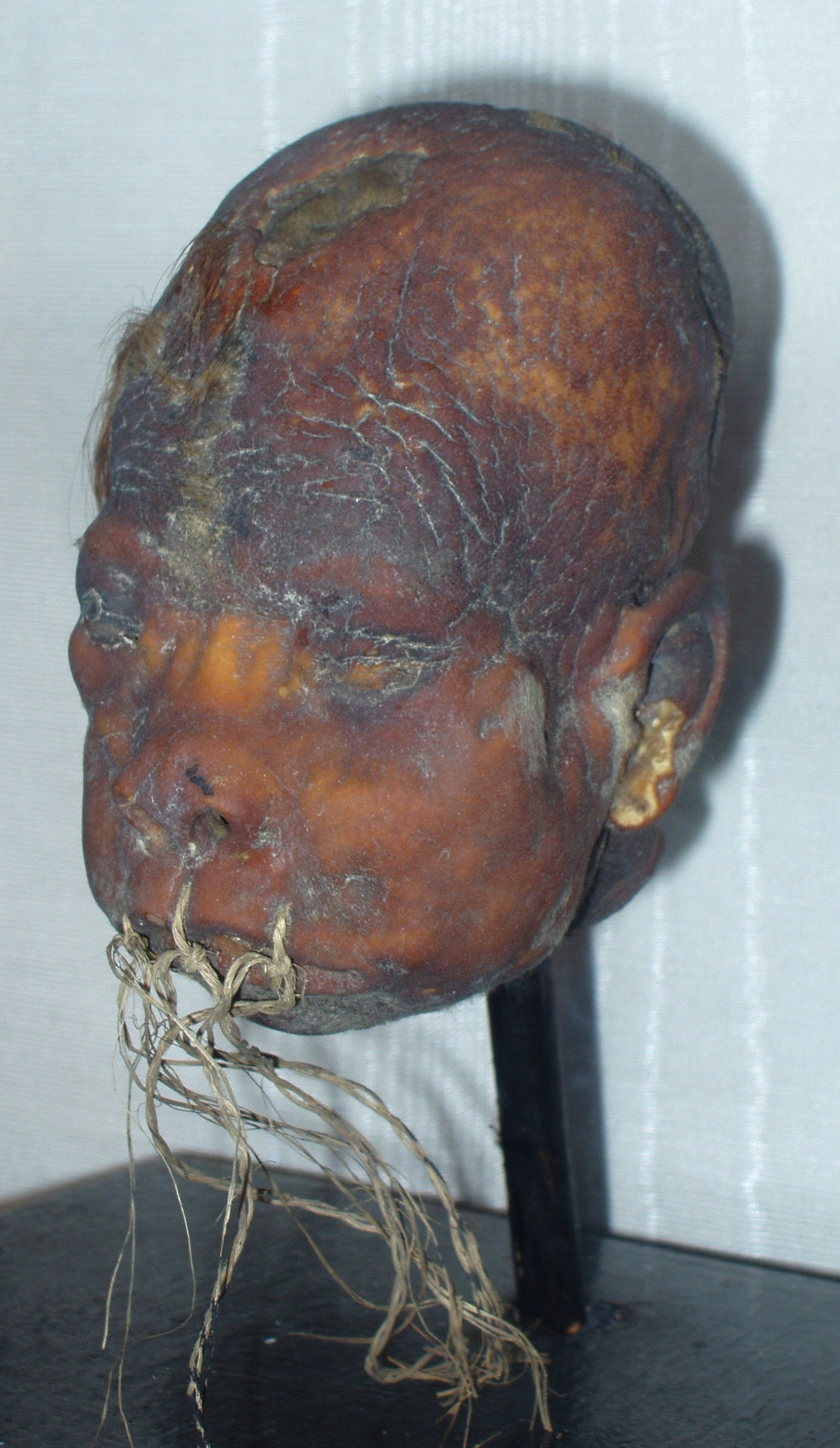
Cabeça encolhida exposta no Lightner Museum em St. Augustine, Flórida.

Quando os ocidentais criaram um incentivo econômico para cabeças encolhidas houve um aumento acentuado na taxa de assassinatos em um esforço para abastecer turistas e colecionadores de itens etnográficos.
Geralmente os shuaras adquiriam armas de fogo em troca de suas cabeças encolhidas, sendo a taxa de uma arma por cabeça. Mas as armas não foram os únicos itens trocados. Por volta de 1910, cabeças encolhidas eram vendidas numa loja de curiosidades em Lima por uma libra de ouro peruana, cujo valor era igual ao de um soberano de ouro britânico. Em 1919, o preço na loja de curiosidades do Panamá para cabeças encolhidas subiu para £ 5. Na década de 1930, quando as cabeças eram trocadas livremente, uma cabeça encolhida podia ser comprada por cerca de 25 dólares americanos. Isto foi interrompido quando os governos peruano e equatoriano cooperaram para proibir o tráfico de cabeças.
Também incentivados por este comércio, pessoas na Colômbia e no Panamá não ligadas aos Jívaros começaram a fabricar tsantsas falsificadas. Eles usavam cadáveres de necrotérios, ou cabeças de macacos ou preguiças. Alguns usavam pele de cabra. Kate Duncan escreveu em 2001 que "Estima-se que cerca de 80 por cento das tsantsas em mãos privadas e de museus são fraudulentas", incluindo quase todas as de mulheres ou que incluem um torso inteiro em vez de apenas uma cabeça.
Thor Heyerdahl relata em A Expedição Kon-Tiki (1948) os vários problemas de chegar à área dos Jívaros, no Equador, para obter madeira balsa para sua jangada de expedição. A população local não guiava sua equipe para a selva por medo de ser morta e ter a cabeça encolhida. Em 1951 e 1952, as vendas de tais itens em Londres eram anunciadas no The Times, um exemplo custando US$ 250, uma valorização cem vezes maior desde o início do século XX.
Em 1999, o Museu Nacional do Índio Americano repatriou para o Equador as autênticas cabeças encolhidas de sua coleção. A maioria dos outros países também proibiu o comércio. Atualmente, réplicas de cabeças encolhidas são fabricadas como curiosidades para o comércio turístico. São feitas de couro e peles de animais e moldadas para se assemelharem às originais. Em 2019, a Mercer University repatriou uma cabeça encolhida de suas coleções, creditando a Lei de Proteção e Repatriação de Túmulos dos Nativos Americanos como inspiração.
Em 2020, o Museu Pitt Rivers da Universidade de Oxford removeu a sua coleção de cabeças encolhidas após uma revisão ética iniciada em 2017, como parte de um esforço para descolonizar as suas coleções e evitar estereótipos.

## Na cultura popular

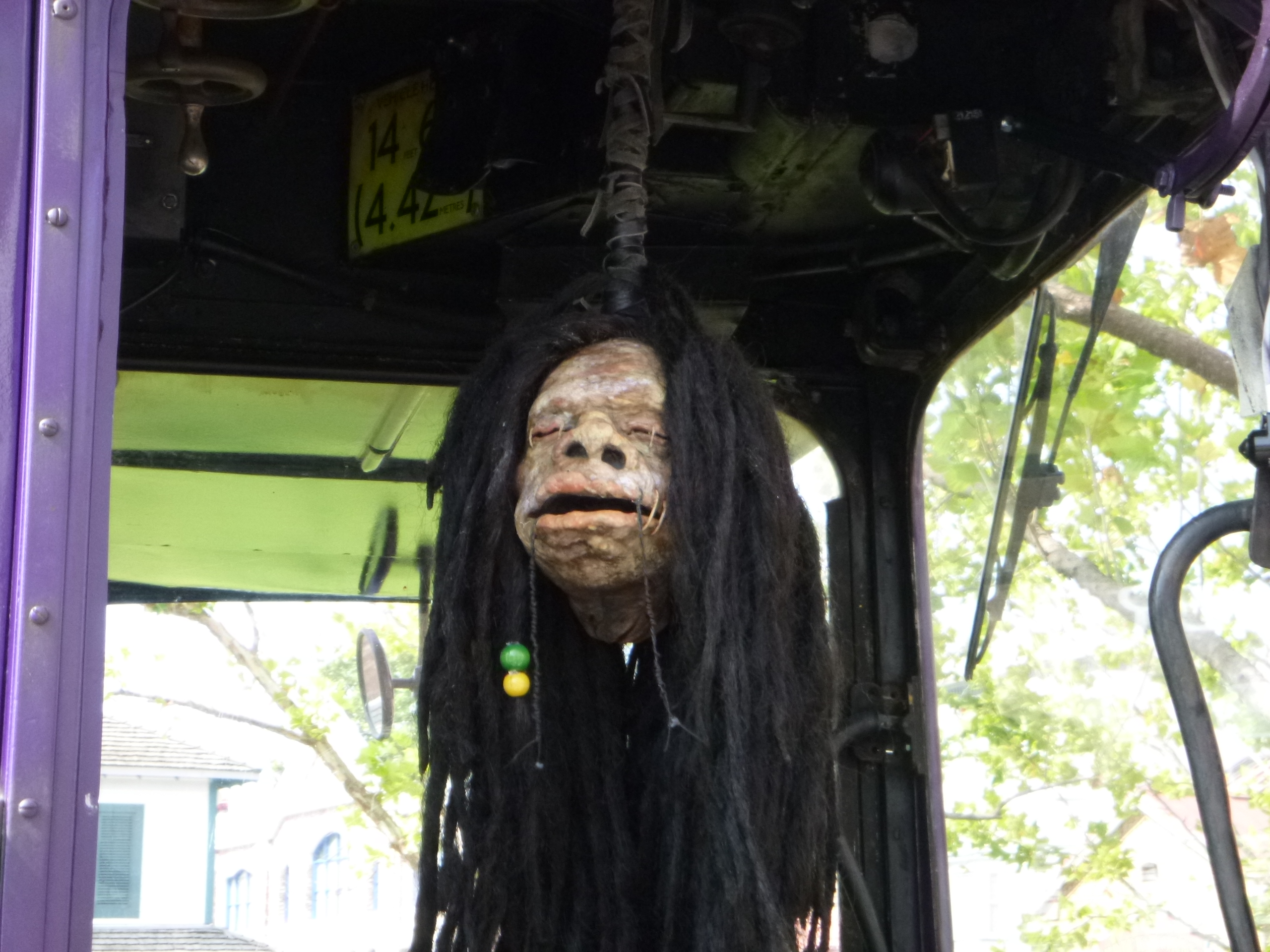
Cabeça encolhida falsa no Knight Bus, no parque temático The Wizarding World of Harry Potter.

No romance Moby-Dick, o personagem Queequeg vende cabeças encolhidas e dá a última de presente ao narrador, Ishmael, que posteriormente as vende ele mesmo.
Em 1955, a Disneylândia abriu seu passeio Jungle Cruise. Até recentemente, a atração apresentava um comerciante vendendo cabeças encolhidas.
No filme de 1946, A Máscara do Diabo, um avião acidentado com uma cabeça encolhida a bordo é a única pista para um mistério envolvendo um código secreto.
O filme Beetlejuice de 1988 apresentava o fantasma de um caçador cuja cabeça havia sido encolhida. No final do filme, o personagem-título sofre o mesmo destino.
Um dos comerciais de televisão norte-americanos do videogame Dr. Mario de 1990 apresentava encolhimento de cabeça, bem como um cover da música Witch Doctor com letras ligeiramente diferentes.
Na adaptação cinematográfica de 2004 de Harry Potter e o Prisioneiro de Azkaban, Lenny Henry dá voz a Dre Head, uma cabeça encolhida com sotaque jamaicano no mágico no ônibus Nôitibus Andante. O mesmo filme apresenta mais três cabeças encolhidas, dubladas por Brian Bowles e Peter Serafinowicz, dentro do pub bruxo The Three Broomsticks.
Ambos Piratas do Caribe: O Baú da Morte (2006) e Piratas do Caribe: No Fim do Mundo (2007) apresentam cabeças encolhidas.